# 諫早市歌
「諫早市歌」（いさはやしか）は、日本の長崎県諫早市が制定した市歌である。作詞・西川好次郎、作曲・伊藤英一。

## 解説
1950年（昭和25年）の市制10周年記念事業として歌詞の懸賞募集を行い、制定された。入選者の西川は和歌山県からの応募で「諫早市歌」入選の2年前に地元の「和歌山県民歌」で応募作が採用されたのを始め、戦前・戦後を通じて懸賞歌謡で多数の入選歴がある。
1985年（昭和60年）にフジテレビの製作で放送されたテレビドラマ『親戚たち』は諫早市を舞台として現地ロケが行われているが、同市出身の役所広司が演じる主人公の楠木雲太郎が本明川に飛び石を設置する場面で市歌を歌唱している。旧市域では馴染み深い楽曲とされ、新設合併により公的に失効・廃止扱いとされて以降もロータリークラブでは市歌の斉唱が続けられている。

### 新設合併後の扱い
「諫早市歌」の制定主体であった（旧）諫早市は平成の大合併において西彼杵郡多良見町および北高来郡飯盛町、森山町、高来町、小長井町の5町と新設合併し、2005年（平成17年）3月1日を以て（新）諫早市が発足した。県央地区1市5町合併協議会では「市章、市民憲章、市の歌、市の木及び市の花は、新市において、制定する」と取り決められ、合併当日を以て（旧）諫早市が制定した市歌および他5町の町歌等は全て公的に失効・廃止の扱いとなったものとみなされている。
しかし、市章のデザインが直ちに更新され市木は旧市のヒゼンマユミを継承、市花は旧高来町の町花であったツクシシャクナゲを採用することが取り決められたのに対し、1970年（昭和45年）制定の市民憲章および市歌に関しては合併から4年後の2009年（平成21年）の市議会において市側は「未調整」と答弁しており、以降も新市歌制定に向けた動きは無い。旧市域では「諫早市歌」の継承を求める声が強く、市議会では再制定を求める質問が何度も行われているが、市側は消極的な態度を取り続けている。